# Landkreis Altötting

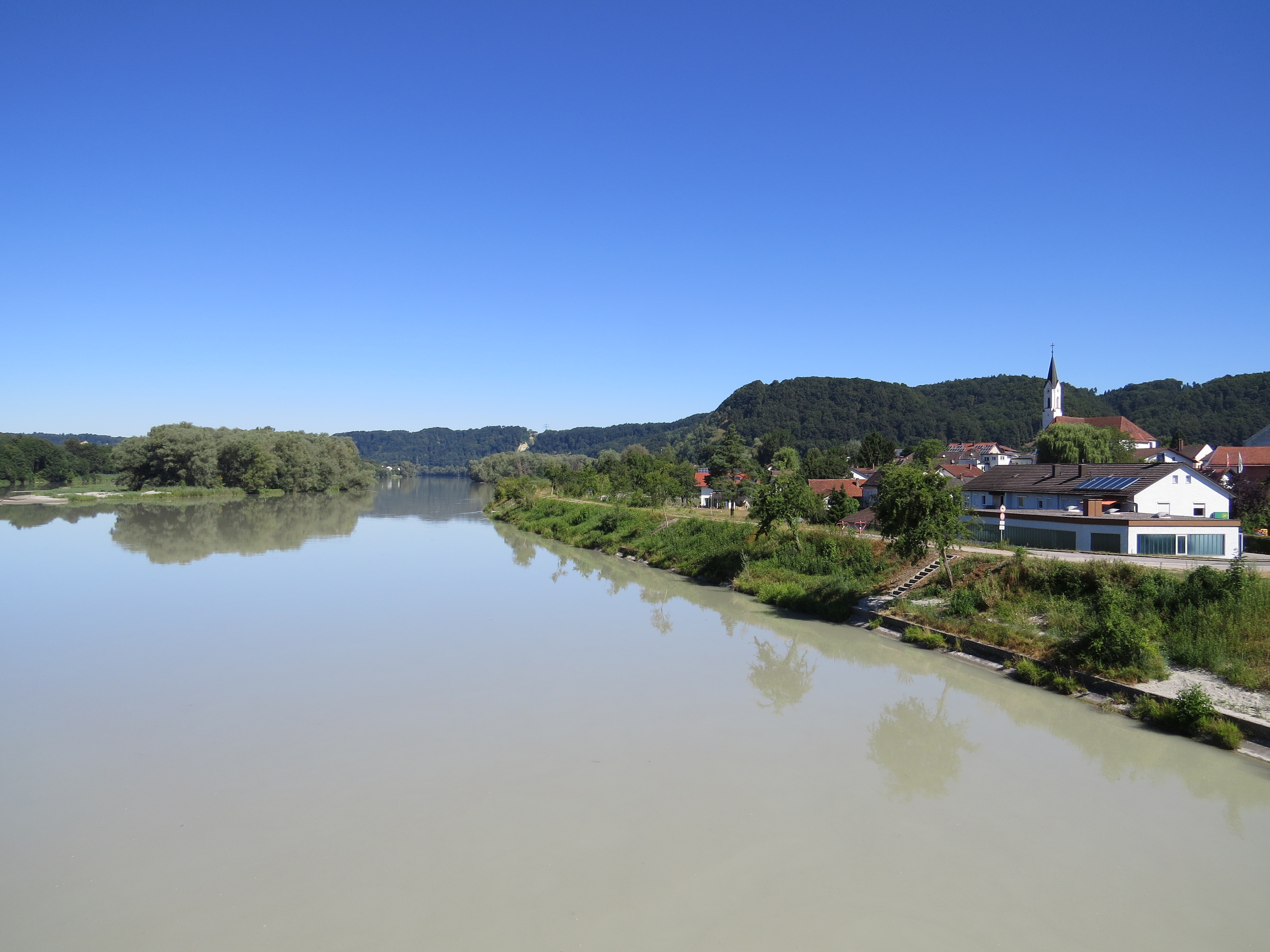
Der Inn bei Marktl

Der Landkreis Altötting liegt im bayerischen Regierungsbezirk Oberbayern. Kreisstadt und Verwaltungssitz ist die Stadt Altötting, die einwohnerstärkste Stadt ist jedoch Burghausen.

## Geographie

### Lage
Das Gebiet des Landkreises Altötting kann in drei verschiedene Landschaftsräume eingeteilt werden. Im Norden, oberhalb der Inn-Niederung dehnt sich das tertiäre Isar-Inn-Hügelland aus. Daran schließt sich das Inntal mit einer durchschnittlichen Breite von 10 km an. Im Süden folgen die Moränen-Hügel und die Hochterrassenfelder der Alzplatte mit Anfängen des Voralpenlandes.
Die höchste Erhebung des Landkreises ist bei Tyrlaching (544 m ü. NHN), der tiefste Punkt am Innspitz bei Haiming (346 m ü. NHN).

### Nachbarkreise
Der Landkreis grenzt gegen den Uhrzeigersinn im Norden beginnend an die Landkreise Rottal-Inn, Mühldorf am Inn und Traunstein. Im Südosten grenzt er an Österreich.

## Geschichte

### Landgericht
Auf dem Gebiet des heutigen Landkreises Altötting entstand 1803 das Landgericht Burghausen und 1810 das Landgericht Altötting. Beide gehörten ab 1817 zum Unterdonaukreis (Hauptstadt Passau). Im Zuge der 1837 vollzogenen Umbenennung der damaligen Kreise Bayerns in die heute noch gültigen Regierungsbezirke, kam es zu der Gebietsveränderung zwischen dem Isar- und Unterdonaukreis bzw. Ober- und Niederbayern, die den Altöttinger Raum zu Oberbayern brachte.

### Bezirksamt
Das Bezirksamt Altötting wurde im Jahr 1862 durch den Zusammenschluss der Landgerichte älterer Ordnung Altötting und Burghausen gebildet.

### Landkreis
Am 1. Januar 1939 wurde wie überall im Deutschen Reich die Bezeichnung Landkreis eingeführt. So wurde aus dem Bezirksamt der Landkreis Altötting.
Am 1. Oktober 1970 wurde die Gemeinde Mörmoosen des Landkreises Mühldorf am Inn in den Landkreis Altötting um- und in die Gemeinde Tüßling eingegliedert.
Am 1. Juli 1972 kam im Zuge der Gebietsreform die Gemeinde Tyrlaching vom Landkreis Laufen zum Landkreis Altötting.

### Einwohnerentwicklung

Einwohnerentwicklung des Landkreises Altötting von 1840 bis 2017 nach nebenstehender Tabelle

Von 1988 bis 2008 gewann der Landkreis Altötting knapp 13.000 Einwohner hinzu bzw. wuchs um rund 13 %. Ab 2004 war die Einwohnerentwicklung leicht rückläufig. 
Zwischen 1988 und 2018 wuchs der Landkreis von 95.474 auf 111.210 um 15.736 Einwohner bzw. um 16,5 %.
Die nachfolgenden Zahlen beziehen sich auf den Gebietsstand vom 25. Mai 1987.

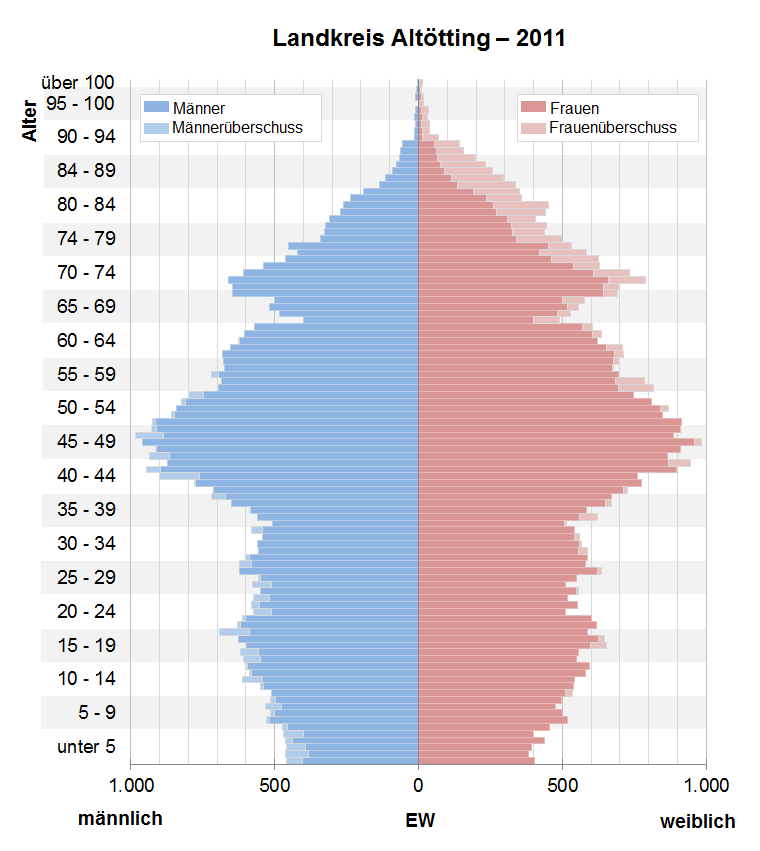
Bevölkerungspyramide für den Kreis Altötting (Datenquelle: Zensus 2011)

| Bevölkerungsentwicklung | Bevölkerungsentwicklung | Bevölkerungsentwicklung | Bevölkerungsentwicklung | Bevölkerungsentwicklung | Bevölkerungsentwicklung | Bevölkerungsentwicklung | Bevölkerungsentwicklung | Bevölkerungsentwicklung | Bevölkerungsentwicklung | Bevölkerungsentwicklung | Bevölkerungsentwicklung | Bevölkerungsentwicklung | Bevölkerungsentwicklung | Bevölkerungsentwicklung | Bevölkerungsentwicklung |
| ----------------------- | ----------------------- | ----------------------- | ----------------------- | ----------------------- | ----------------------- | ----------------------- | ----------------------- | ----------------------- | ----------------------- | ----------------------- | ----------------------- | ----------------------- | ----------------------- | ----------------------- | ----------------------- |
| Jahr                    | 1840                    | 1900                    | 1939                    | 1950                    | 1961                    | 1970                    | 1987                    | 1991                    | 1995                    | 2000                    | 2005                    | 2010                    | 2015                    | 2017                    | 2019                    |
| Einwohner               | 30.869                  | 35.172                  | 50.219                  | 76.369                  | 78.095                  | 89.934                  | 94.216                  | 100.258                 | 105.914                 | 108.268                 | 109.227                 | 107.711                 | 108.485                 | 110.338                 | 111.516                 |

## Politik

### Kreistag

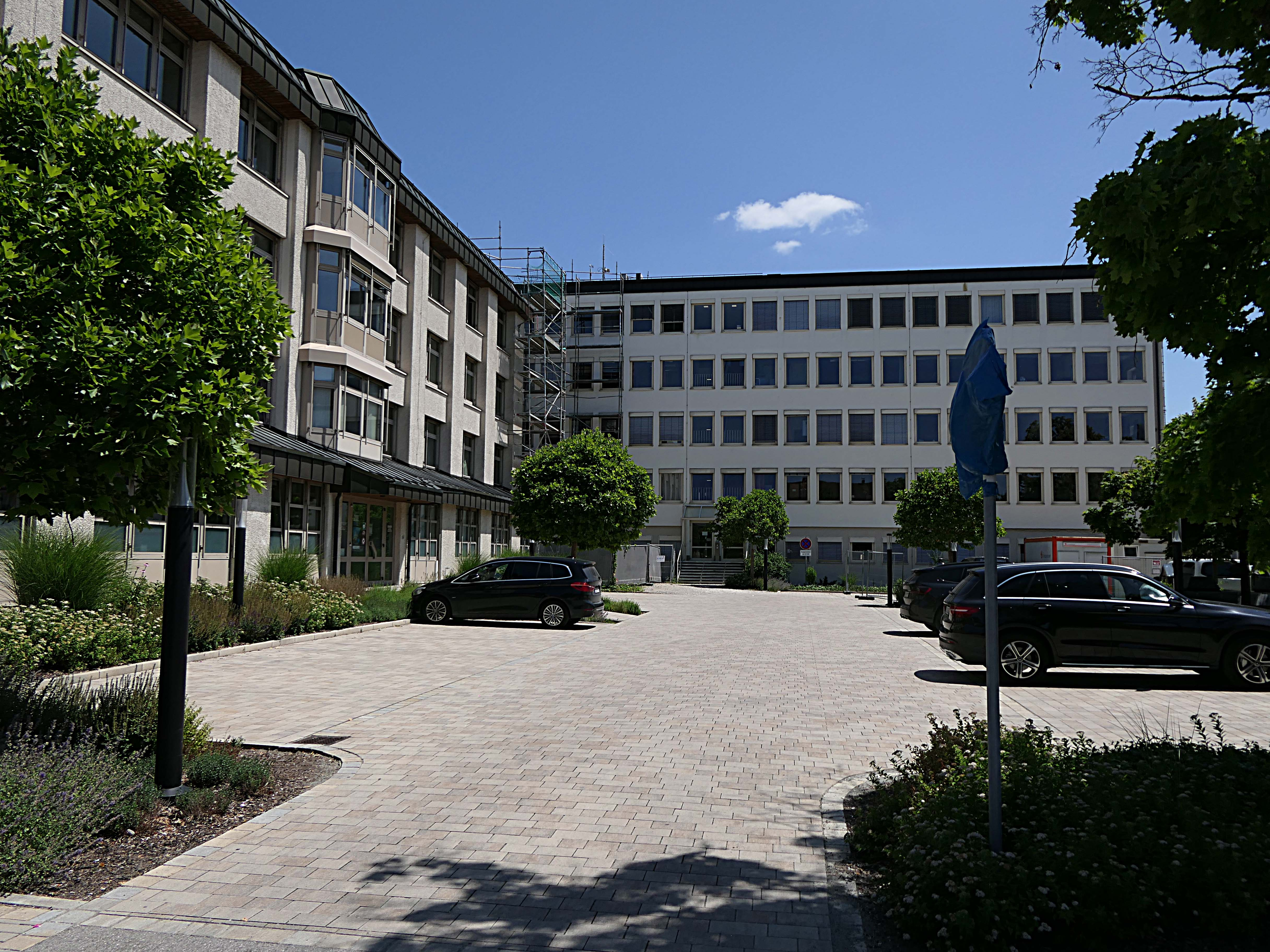
Landratsamt Altötting

Die Kreistagswahl 2020 führte zu folgendem Ergebnis:
| Kreistagswahl 2020Wahlbeteiligung: 56,9 % (+2,7 %) %50403020100 40,214,513,913,25,85,73,73,0n. k. CSUSPDFWGrüneJLeAfDÖDPFDPREPGewinne und Verlusteim Vergleich zu 2014 %p 6 4 2 0 −2 −4 −6 −8−10−8,8−6,5−0,5+5,6+5,8+5,7+0,2+0,5−2,0CSUSPDFWGrüneJLAfDÖDPFDPREPAnmerkungen:e Junge Liste | Sitzverteilung im Kreistag Altötting seit 2020Insgesamt 60 Sitze - SPD: 9 - Grüne: 8 - ÖDP: 2 - JL: 4 - FW: 8 - FDP: 2 - CSU: 24 - AfD: 3 |

| Parteien und Wählergemeinschaften | Parteien und Wählergemeinschaften  | 2020   | 2020   | 2014   | 2014   | 2008   | 2008   | 2002   | 2002   | 1996   | 1996   |
| Parteien und Wählergemeinschaften | Parteien und Wählergemeinschaften  | %      | Sitze  | %      | Sitze  | %      | Sitze  | %      | Sitze  | %      | Sitze  |
| --------------------------------- | ---------------------------------- | ------ | ------ | ------ | ------ | ------ | ------ | ------ | ------ | ------ | ------ |
| CSU                               | Christlich-Soziale Union in Bayern | 40,2   | 24     | 49,0   | 29     | 45,2   | 28     | 49,6   | 31     | 43,9   | 27     |
| SPD                               | SPD Bayern                         | 14,5   | 09     | 21,0   | 12     | 24,6   | 15     | 23,3   | 15     | 28,1   | 18     |
| FW                                | Freie Wähler Bayern                | 13,9   | 08     | 14,4   | 09     | 15,6   | 09     | 14,9   | 09     | 14,9   | 09     |
| Grüne                             | Grüne Bayern                       | 13,2   | 08     | 7,6    | 05     | 5,5    | 04     | 4,7    | 02     | 4,7    | 03     |
| JL                                | Junge Liste                        | 5,8    | 04     | 0–     | 0–     | 0–     | 0–     | 0–     | 0–     | 0–     | 0–     |
| AfD                               | AfD Bayern                         | 5,7    | 03     | 0–     | 0–     | 0–     | 0–     | 0–     | 0–     | 0–     | 0–     |
| ÖDP                               | Ökologisch–Demokratische Partei    | 3,7    | 02     | 3,5    | 02     | 2,7    | 01     | 1,9    | 01     | 2,7    | 01     |
| FDP                               | FDP Bayern                         | 3,0    | 02     | 2,5    | 02     | 3,8    | 02     | 2,9    | 01     | 2,4    | 01     |
| REP                               | Die Republikaner                   | 0–     | 0–     | 2,0    | 01     | 2,6    | 01     | 2,7    | 01     | 3,1    | 01     |
| gesamt                            | gesamt                             | 100,0  | 60     | 100,0  | 60     | 100,0  | 60     | 100,0  | 60     | 99,8   | 60     |
| Wahlbeteiligung                   | Wahlbeteiligung                    | 56,9 % | 56,9 % | 53,9 % | 53,9 % | 60,3 % | 60,3 % | 65,1 % | 65,1 % | 70,7 % | 70,7 % |

### Bezirksamtmänner und Landräte
- 1913–1922: Otto Wirth
- 1922–1927: Karl Wohlfahrt
- 1927–1942 Josef Stadler
- 1942–1945 Regierungsrat Dr. Koch, vertretungsweise
- 1945–1952: Karl Lutz (CSU)
- 1952–1964: Siegmund Scheupl (CSU)
- 1964–1969: Johann Schimmelbauer (Frei ohne Partei)
- 1970–2000: Seban Dönhuber (SPD)
- seit 2000: Erwin Schneider (CSU)

Folgende stellvertretende Landräte wurden durch den Kreistag gewählt:
- Stefan Jetz (CSU), seit 2002
- Horst Krebes (SPD), ersetzt 2017 durch Hubert Gschwendtner (SPD)
- Konrad Heuwieser (FW), seit 2008

### Mandatsträger aus dem Landkreis Altötting
- Stephan Mayer (CSU), Mitglied des Deutschen Bundestages (2002–)
- Ingrid Heckner (CSU), Mitglied des Bayerischen Landtages (2003–2018)
- Martin Huber (CSU), Mitglied des Bayerischen Landtages (2013-)
- Frank Springer (CSU), Mitglied des Bezirkstags von Oberbayern (2003–2013)
- Gisela Kriegl (CSU), Mitglied des Bezirkstags von Oberbayern (2018–)
- Johanna Schachtl (SPD), Mitglied des Bezirkstags von Oberbayern (2023–)

### Wappen
| Wappen des Landkreises Altötting | Blasonierung: „Gespalten; vorne in Blau das silberne Oktogon der Altöttinger Gnadenkapelle, darüber schwebend eine goldene Marienkrone; hinten die bayerischen Rauten.“ |
| Wappen des Landkreises Altötting | Das Wappen wird seit 1960 geführt. |

### Flagge
Eine amtliche Hissflagge führt die Landkreis nicht. Lokal wird jedoch, angelehnt an die Bannerflagge, eine gelb-blau-weiß Flaggenbahn, belegt mit dem Landkreiswappen verwendet.

## Wirtschaft und Infrastruktur
Im Zukunftsatlas 2016 belegte der Landkreis Altötting Platz 156 von 402 Landkreisen, Kommunalverbänden und kreisfreien Städten in Deutschland und zählt damit zu den Regionen mit „ausgeglichenem Chancen-Risiko Mix“.
Der Landkreis Altötting beherbergt wesentliche Teile des südostbayerischen Chemiedreiecks. Zwischen den Städten Burghausen, Töging und Trostberg lässt sich ein Dreieck zeichnen, in dem international bedeutende Chemieunternehmen tätig sind. Burghausen ist sowohl der Sitz des größten Werkes der Wacker Chemie AG als auch der petrochemischen Raffinerie der OMV Deutschland GmbH. In Burgkirchen befindet sich das Werk Gendorf. Auf dem Gelände der ehemaligen Hoechst AG haben sich verschiedene internationale Firmen der chemischen Industrie niedergelassen.

Eine wichtige Rolle spielt der Tourismus insbesondere durch die Wallfahrt in Altötting, Besuche des Papstgeburtsortes Marktl und die Burg zu Burghausen. Zusammen mit dem Landkreis Mühldorf am Inn wird der Landkreis Altötting innerhalb Bayerns als Tourismusregion „Inn-Salzach“ gekennzeichnet – die vom Bayerischen Landesamt für Statistik auf der Karte „Tourismusregionen* in Bayern“ landespolitisch geförderte Kennzeichnung einzelner oder mehrerer Kommunen als Tourismusregion erfolgt seit 2006 im Rahmen des Landesentwicklungsprogramms Bayern (LEP).

## Verkehr
Überörtlich ist der Landkreis in Richtung Ost- und Nordostbayern sowohl durch die Bundesstraße 20 als auch die Bundesstraße 588 an den Verkehr angebunden. In Nord-Süd-Richtung dient die Bundesstraße 299, welche zwischen Erharting und Winhöring mittlerweile zur Kreisstraße AÖ 35 abgestuft wurde, als wichtige Verkehrsader. Die in West-Ost-Richtung verlaufende Staatsstraße St 2550 (ehemalige Bundesstraße 12) wickelt ebenfalls einen großen Teil des überregionalen Verkehrs ab und wurde mittlerweile durch die A 94 wesentlich entlastet. Letztere durchquert von der Orts- und Landkreisgrenze bei Töging am Inn bis nach Marktl den Landkreis. Im weiteren, über die Landkreisgrenze hinaus verlaufenden, Straßenstück dient die überlastete Bundesstraße 12 der Anbindung in Richtung Simbach/Pocking und zur A 3.
Dem Durchgangsverkehr im Landkreis dienen außerdem 8 Staatsstraßen und 33 Kreisstraßen.
1871 eröffneten die Königlich Bayerischen Staatseisenbahnen die Hauptbahn München–Simbach über Neuötting und Marktl als Verbindung von Bayern nach Österreich. Der vielbesuchte Wallfahrtsort Altötting wurde 1897 durch die Lokalbahn Mühldorf–Burghausen angeschlossen. Als Verbindung zwischen Altötting und dem Bahnhof Neuötting ging 1906 die Dampfstraßenbahn Neuötting–Altötting in Betrieb. Bis 1908 errichteten die Bayerischen Staatseisenbahnen die Hauptbahn Mühldorf–Freilassing, die in Tüßling von der Strecke nach Burghausen abzweigte. Von ihrer Station Garching wurde 1910 eine Querverbindung über Trostberg nach Traunstein hergestellt.
Seit der Stilllegung der Dampfstraßenbahn im Jahre 1930 ist der Umfang des Schienennetzes unverändert geblieben. Allerdings kam es etwa 1943 zu einer Verlegung der Trasse und des Bahnhofs in Burghausen.
Heute durchqueren folgende vier, von der Südostbayernbahn betriebene Regionalbahnlinien den Landkreis:
- Mühldorf – Neuötting – Simbach
- Mühldorf – Altötting – Burghausen
- Mühldorf – Garching – Freilassing
- Mühldorf – Garching – Traunreut / Traunstein

Ein zum Teil zweigleisiger Ausbau und die Elektrifizierung der Strecken München–Mühldorf–Freilassing und Tüßling–Burghausen sind geplant und im Bundesverkehrswegeplan als vordringlicher Bedarf vermerkt.
Der Güterverkehr wird überwiegend durch DB Cargo betrieben. Das Güterverkehrszentrum Burghausen wurde am 19. Januar 2015 in Betrieb genommen.

## Verdiente Persönlichkeiten
- Träger des Ehrenringes in Gold des Landkreises Altötting
  - Max Absmeier, Prälat
  - Benedikt XVI., Papst
  - Seban Dönhuber, Altlandrat
  - Wolfgang A. Herrmann (2018), Präsident der Technischen Universität München
  - Karl Lutz, Altbürgermeister der Stadt Altötting
  - Thomas Rottmüller, langjähriges Kreistagsmitglied (1952–1996)
  - Max Saalfrank, Altbürgermeister der Stadt Töging am Inn

## Gemeinden
(Einwohner am 31. Dezember 2024)
| Städte 1. Altötting (13.138) 2. Burghausen (19.558) 3. Neuötting (8991) 4. Töging a.Inn (9496) Märkte 1. Marktl (2812) 2. Tüßling (3270) Verwaltungsgemeinschaften 1. Emmerting (Gemeinden Emmerting und Mehring, 6611) 2. Kirchweidach (Gemeinden Feichten a.d.Alz, Halsbach, Kirchweidach und Tyrlaching, 5504) 3. Marktl (Markt Marktl und Gemeinde Stammham, 3694) 4. Reischach (Gemeinden Erlbach, Perach und Reischach, 4946) 5. Unterneukirchen (Gemeinden Kastl und Unterneukirchen, 5797) | Weitere Gemeinden 1. Burgkirchen a.d.Alz (11.006) 2. Emmerting (4274) 3. Erlbach (1191) 4. Feichten a.d.Alz (1386) 5. Garching a.d.Alz (8491) 6. Haiming (2567) 7. Halsbach (1072) 8. Kastl (2804) 9. Kirchweidach (2881) 10. Mehring (2361) 11. Perach (1326) 12. Pleiskirchen (2454) 13. Reischach (2718) 14. Stammham (972) 15. Teising (1713) 16. Tyrlaching (1080) 17. Unterneukirchen (3506) 18. Winhöring (4871) |

Ehemalige Gemeinden

Landkreis Altötting, Gemeindegrenzenkarte von 1961

- Alzgern, am 1. Juli 1971 zu Neuötting
- Arbing, am 1. Juli 1971 zu Reischach
- Dorfen, am 1. Januar 1970 zu Burgkirchen a. d. Alz
- Eggen, am 1. Januar 1967 zu Winhöring, Reischach und Wald b. Winhöring
- Endlkirchen, am 1. Januar 1970 zu Erlbach
- Forstkastl, am 1. Januar 1966 zu Kastl
- Gufflham, am 1. Januar 1969 zu Hirten und Burgkirchen a. d. Alz
- Hirten, am 1. Januar 1978 zu Burgkirchen a. d. Alz
- Holzfeld, am 1. Januar 1921 zu Mehring und Burghausen
- Marktlberg, am 1. Januar 1972 zu Marktl
- Neukirchen an der Alz, am 1. Januar 1969 zu Hirten
- Nonnberg, am 1. Januar 1972 zu Pleiskirchen
- Oberburgkirchen, am 1. Juli 1971 zu Unterneukirchen
- Oberkastl, am 1. Januar 1966 zu Kastl
- Oberpleiskirchen, am 1. Januar 1966 zu Pleiskirchen
- Oberzeitlarn, am 1. Januar 1964 zu Halsbach
- Piesing, am 1. Januar 1969 zu Haiming
- Raitenhart, am 1. Januar 1972 zu Altötting
- Raitenhaslach, am 1. Januar 1978 zu Burghausen
- Schützing, am 1. Januar 1970 zu Marktl
- Tüßling (Vormarkt), am 1. Januar 1900 zu Tüßling
- Unterburgkirchen, am 1. Oktober 1971 zu Tüßling
- Unterkastl, am 1. Januar 1966 zu Kastl
- Unterpleiskirchen, am 1. Januar 1966 zu Pleiskirchen
- Wald an der Alz, am 1. Mai 1978 zu Garching a. d. Alz
- Wald bei Winhöring, am 1. Januar 1972 zu Pleiskirchen

Ehemalige gemeindefreie Gebiete
- Altöttinger Forst, am 1. Januar 1998 zu Altötting, Burgkirchen a. d. Alz, Emmerting und Kastl
- Alzgerner Forst, am 1. Januar 2001 zu Emmerting und Neuötting
- Daxenthaler Forst, am 1. Januar 2001 zu Marktl und Haiming
- Holzfelder Forst, am 1. Januar 2001 zu Mehring, Emmerting und Burghausen

## Sehenswürdigkeiten
- Schloss Tüßling
- Schloss Klebing
- Burg zu Burghausen
- Pfarrkirche St. Nikolaus Neuötting
- Kapellplatz Altötting mit der Gnadenkapelle
- Liste von Pfarrhäusern im Landkreis Altötting

Schloss Tüßling
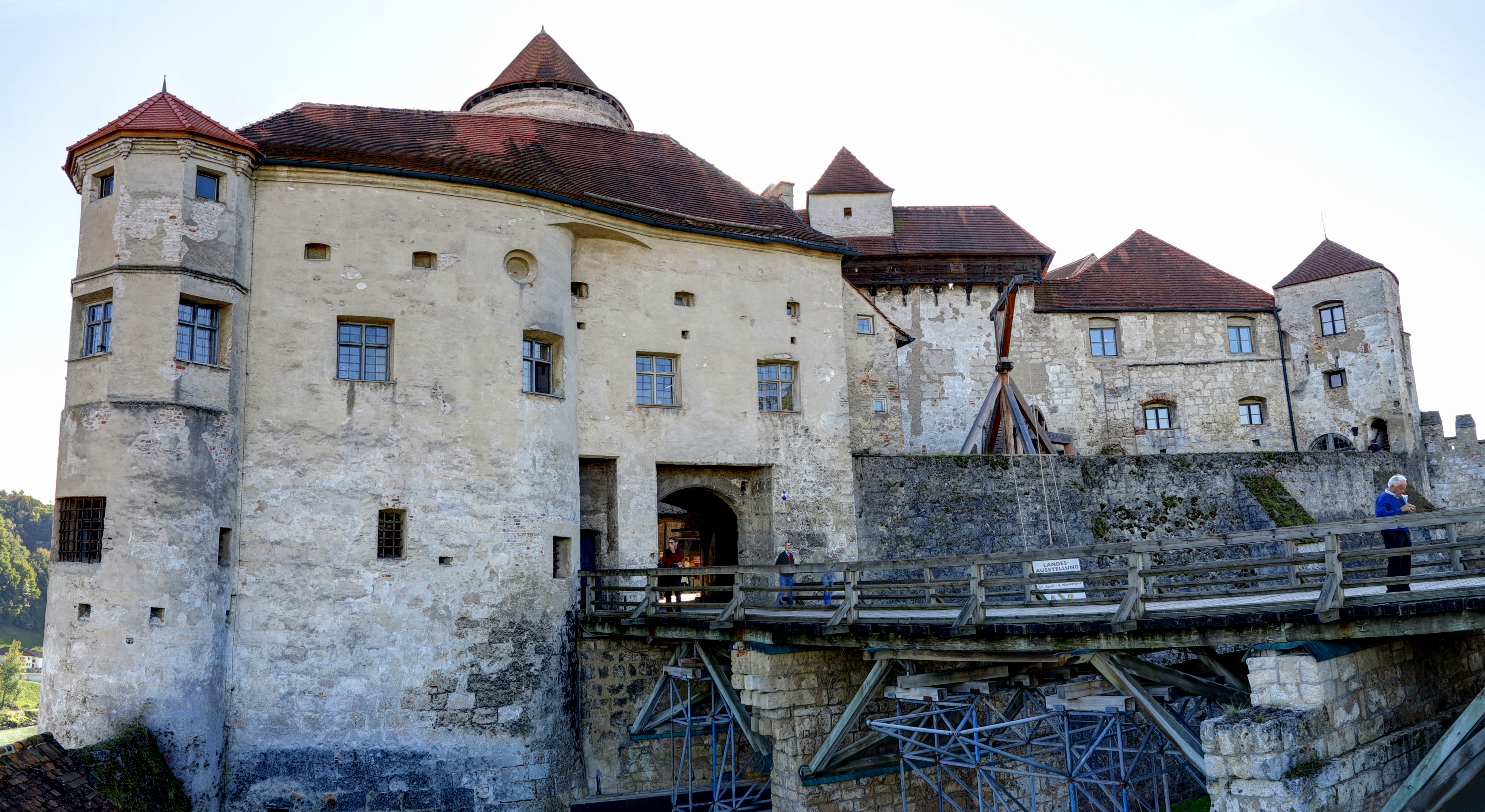
Burg zu Burghausen
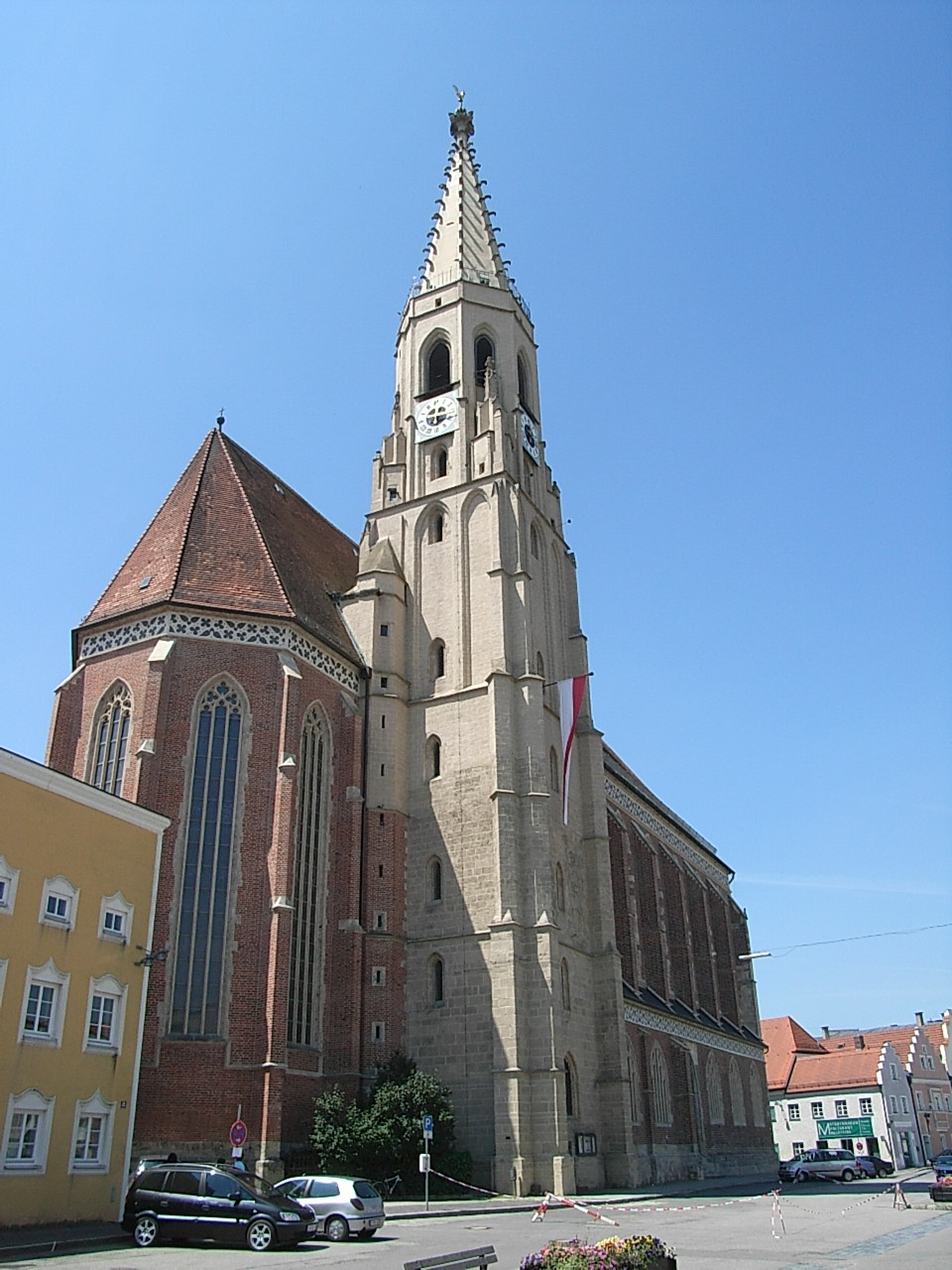
Pfarrkirche St. Nikolaus Neuötting
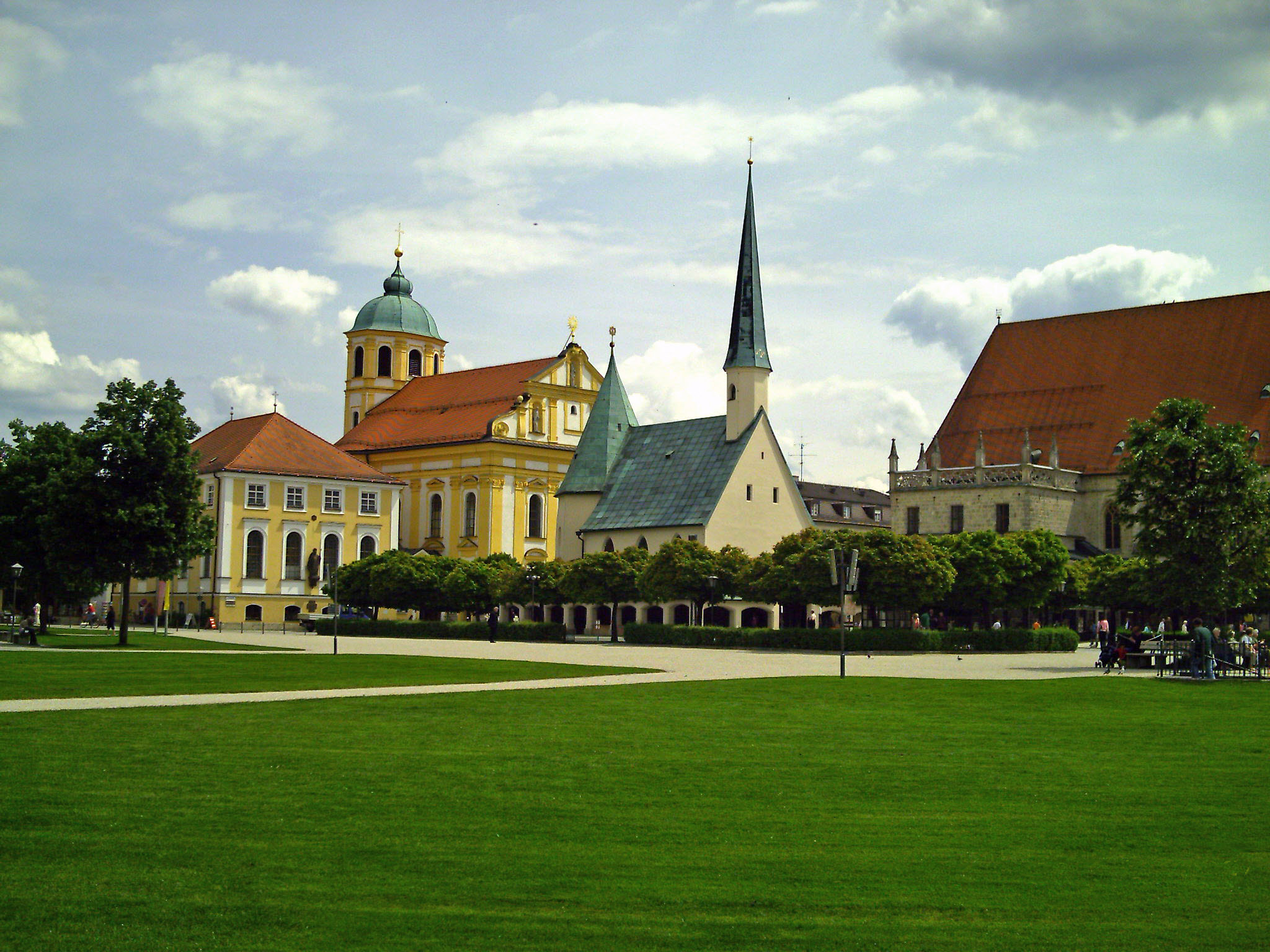
Altötting, Kapellplatz-Südosteck

## Schutzgebiete
Im Landkreis gibt es vier Naturschutzgebiete, sechs Landschaftsschutzgebiete, sechs FFH-Gebiete und mindestens 28 ausgewiesene Geotope. (Stand August 2016)

## Kfz-Kennzeichen
Am 1. Juli 1956 wurde dem Landkreis bei der Einführung der bis heute gültigen Kfz-Kennzeichen das Unterscheidungszeichen AÖ zugewiesen. Es wird durchgängig bis heute ausgegeben. Seit dem 14. Oktober 2016 ist aufgrund der Kennzeichenliberalisierung auch das Unterscheidungszeichen LF (Laufen) erhältlich.